# Шушпа
Шушпа́ (рос. Шушпа, башк. Шушпа) — присілок (колишнє селище) у складі Бєлорєцького району Башкортостану, Росія. Входить до складу Нурської сільської ради.
До 10 вересня 2010 року називався присілок станції Шушпа.
Населення — 43 особи (2010; 57 в 2002).
Національний склад:
- росіяни — 88%